# Scuola di Kazan'
La scuola di Kazan' è il gruppo formato dai due linguisti polacchi Mikolaj Habdank Kruszewski e Baudouin de Courtenay a fine Ottocento. Il nome del gruppo è dovuto al luogo in cui i due hanno svolto buona parte della loro carriera accademica, l'università di Kazan'.  Baudouin vi insegnò infatti grammatica comparata delle lingue slave, dove ebbe come allievo Kruszewski. Quest'ultimo ottenne, sotto la guida dell'insegnante, il dottorato nel 1883.
La scuola di Kazan' introdusse un elemento di novità alla neogrammatica tedesca circa le leggi fonetiche: Kruszewski accusò infatti i neogrammatici di considerarle come semplici constatazioni di corrispondenze regolari tra suoni.